# Mukaiyama-Michael-Reaktion
Die Mukaiyama-Michael-Reaktion, auch Mukaiyama-Michael-Addition genannt, ist eine Namensreaktion der organischen Chemie und wurde erstmals 1974 durch den japanischen Chemiker Teruaki Mukaiyama publiziert. Dabei werden Enol-Silane an α,β-ungesättigte Carbonylverbindungen addiert.
Die Reaktion hängt eng mit der Mukaiyama-Aldolreaktion sowie der Michael-Addition zusammen.

## Übersichtsreaktion
Die Mukaiyama-Michael-Reaktion lässt sich mit einer Vielzahl verschiedener Enol-Silane und α,β-ungesättigte Carbonylverbindungen durchführen. Als Katalysator wird eine Lewis-Säure verwendet.
Neben der gezeigten Variante mit Methylgruppen können beliebige andere Alky- und Arylreste verwendet werden. Untersuchungen haben gezeigt, dass anstatt von silylierten Enolen ebenfalls Silyl-Acetale verwendet werden können.

## Mechanismus
Mechanistisch gesehen handelt es sich bei der Mukaiyama-Michael-Reaktion um das Gegenstück zur basenkatalysierten Michael-Addition.
Ein möglicher Mechanismus könnte wie folgt aussehen:
Bei diesem Mechanismus spielt die Komplexbildung um die eingesetzte Lewis-Säure, in diesem Fall TiCl4 eine wichtige Rolle. Im eigentlichen Reaktionsschritt greift die Doppelbindung der Carbonylverbindung 1 an dem Silicium-Atom der Trimethylsilylgruppe an. Daraufhin bildet sich die Ketoform des verwendeten Enol-Silans. Diese Ketoform bildet eine neue Kohlenstoff-Kohlenstoff-Bindung aus. Der beschriebene Prozess läuft konzertiert ab. Nach der Abspaltung des Katalysators entsteht ein Gemisch aus dem syn- und dem anti-Diastereomer des Zwischenprodukts 2. Nach Aufarbeitung, sprich Hydrolyse, erhält man das Produkt 3, ebenfalls als Gemisch aus syn- und anti-Diastereomer.

## Anwendung
Aufgrund der guten Regio- und Stereoselektivität der Mukaiyama-Michael-Reaktion findet diese zahlreiche Anwendung in der modernen Synthesechemie. Sie wird beispielsweise zur Synthese von γ-Butenoliden benutzt.